# Tálknafjörður (fjord i Island)
Tálknafjörður är en fjord i republiken Island.   Den ligger i regionen Västfjordarna, i den västra delen av landet, 190 km nordväst om huvudstaden Reykjavík. På fjordens östra sida ligger orten Tálknafjörður. 
Inlandsklimat råder i trakten. Årsmedeltemperaturen i trakten är −1 °C. Den varmaste månaden är juli, då medeltemperaturen är 10 °C, och den kallaste är december, med −6 °C.